# Johan van Hessen-Braubach
Johan van Hessen-Braubach (Darmstadt, 17 juni 1609 – Ems, 1 april 1651) was van 1643 tot aan zijn dood landgraaf van Hessen-Braubach. Hij behoorde tot het huis Hessen-Darmstadt.

## Levensloop
Johan was de tweede zoon van landgraaf Lodewijk V van Hessen-Darmstadt uit diens huwelijk met Magdalena, dochter van keurvorst Johan George van Brandenburg. Hij ondernam samen met zijn jongere broer Frederik een grand tour door Frankrijk en Italië en van 1627 tot 1628 studeerde hij aan de Universiteit van Seina. In 1639 werd hij door vorst Lodewijk I van Anhalt-Köthen opgenomen in het Vruchtdragende Gezelschap.
Tijdens de Dertigjarige Oorlog vocht hij aanvankelijk aan de zijde van Zweden, zo leidde hij in het Zweedse leger een cavalerieregiment. Vervolgens werd hij in 1636 commandant van de troepen van het landgraafschap Hessen-Darmstadt die in keizerlijke dienst vochten. In 1641/1642 was hij de opperbevelhebber van de troepen van zijn schoonbroer George van Brunswijk-Calenberg, de echtgenoot van zijn zus Anna Eleonora. Na de dood van George in april 1641 zette Johan zich samen met Anna Eleonora succesvol in voor een vredesakkoord met keizer Ferdinand III. 
In 1643 kreeg Johan als gevolg van een delingsverdrag met zijn broers de districten Eppstein, Katzenelnbogen en Braubach, die het landgraafschap Hessen-Braubach vormden. Als residentie kreeg hij de Marksburg in Braubach toegewezen. een vredesakkoord met keizer Ferdinand III. 
In april 1651 overleed hij op 41-jarige leeftijd. Vanaf 1647 was Johan gehuwd met Johannetta van Sayn-Wittgenstein (1632-1701), dochter van graaf Ernst van Sayn-Wittgenstein, maar het huwelijk was kinderloos gebleven, waardoor zijn gebieden terugvielen aan Hessen-Darmstadt. Zijn weduwe hertrouwde in 1661 met hertog Johan George I van Saksen-Eisenach.